# Mietvilla Wasastraße 67 (Radebeul)
Die Mietvilla Wasastraße 67 liegt im Stadtteil Serkowitz der sächsischen Stadt Radebeul. Sie wurde 1900/1901 durch die Baufirma „Gebrüder Ziller“ errichtet.

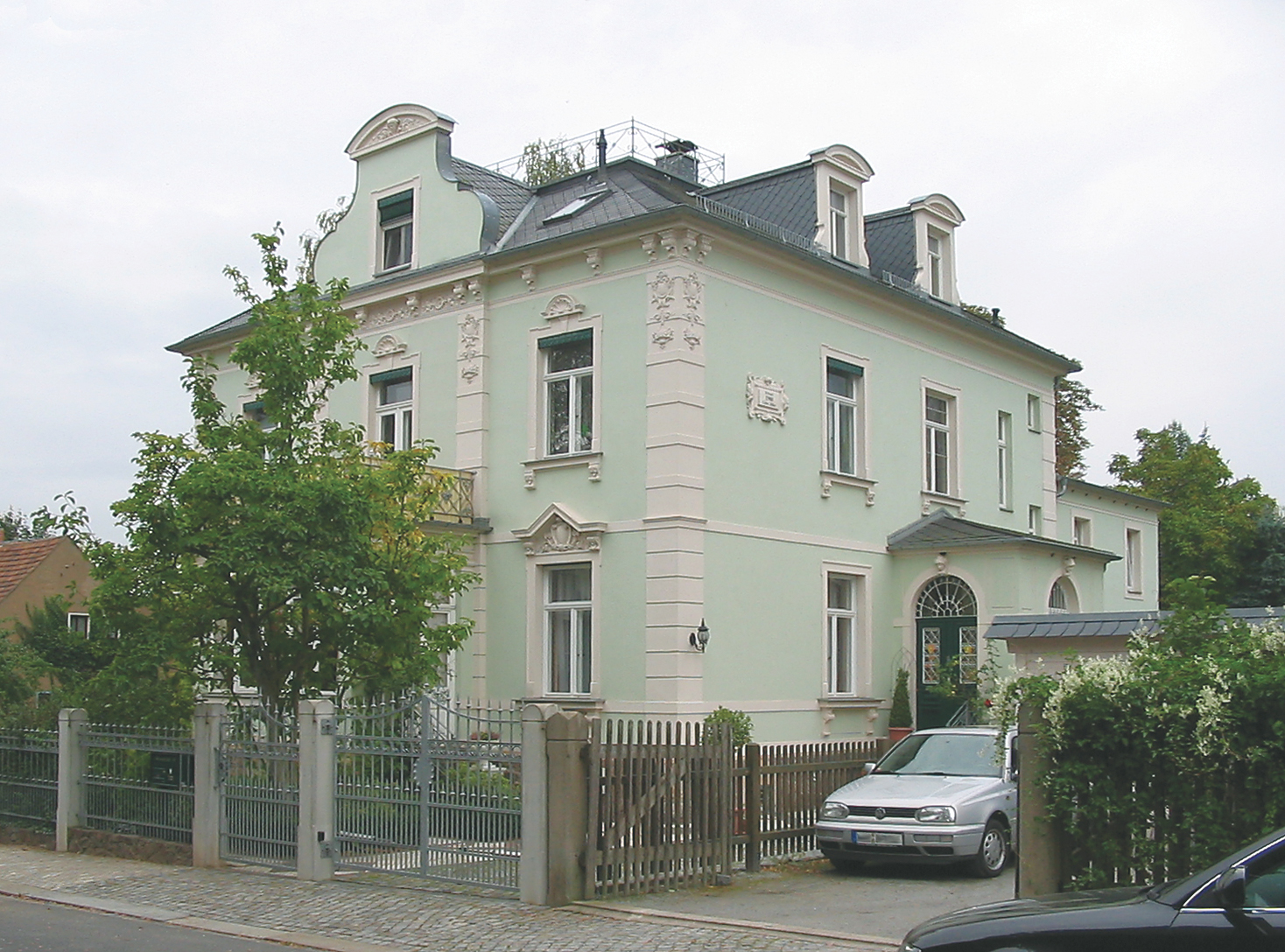
Mietvilla Wasastraße 67

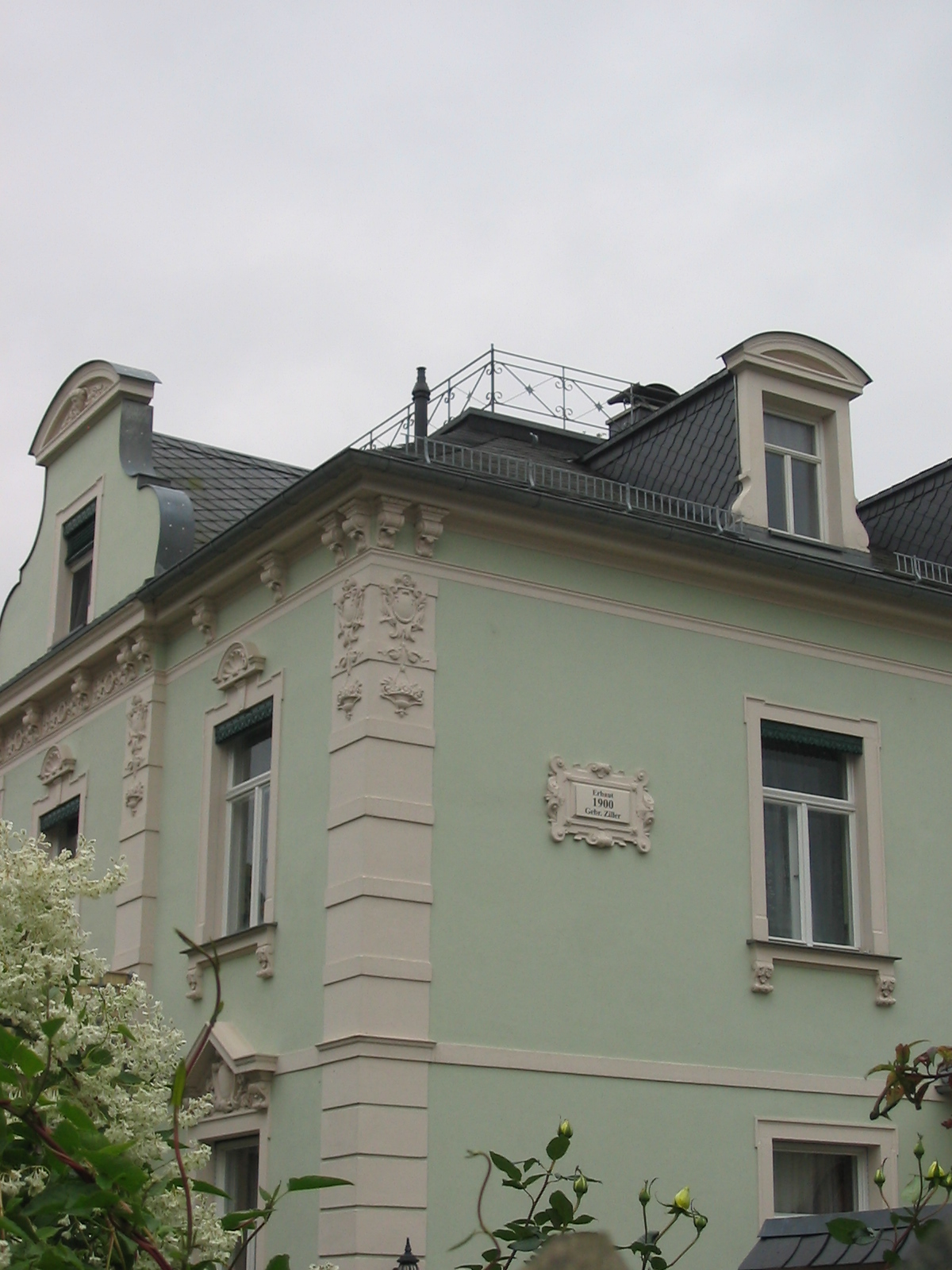
Baumeisterschild mit Datierung auf 1900

## Beschreibung
Die zweigeschossige, unter Denkmalschutz stehende Mietvilla steht auf einem Bruchsteinsockel und hat ein abgeplattetes, verschiefertes Walmdach mit Dachgarten und Gauben in den Seitenansichten. Sie hat eine symmetrische Straßenansicht, die dort durch einen Mittelrisalit mit Volutengiebel und einer Kopfornamentik betont wird. Vor dem Risalit steht eine eingeschossige Veranda mit einem Austritt obenauf.
In der rechten Seitenansicht steht ein Eingangsvorbau. Auf der Gebäuderückseite steht ein schmuckloser Seitenflügel mit niedrigeren Geschosshöhen sowie einem Flachdach.
Der Putzbau wird durch Putzbänder und Eckquadraturen, im Obergeschoss durch Ornamentik verziert, gegliedert. Das Dachgesims wird in der Straßenansicht durch Konsolen gestützt. Die Fenster werden durch Sandsteingewände eingefasst, die in der Straßenansicht durch aufwendige Ornamentik und Verdachungen bekrönt sind.
Im Garten steht eine Mädchenfigur aus der Zeit um 1900.